# Fundamento de Esperanto
Het Fundamento de Esperanto ("Fundament van Esperanto") is een boek van L.L. Zamenhof, dat werd uitgegeven in de lente van 1905. Op 9 augustus 1905 werd het in artikel vier van de Verklaring van Boulogne op het eerste wereld-Esperantocongres in Boulogne-sur-Mer in Frankrijk. Het wordt als de enige vaststaande autoriteit van de taal beschouwd, en is dus onveranderlijk.
Het Fundamento bestaat uit vier delen: Een voorwoord (Antaŭparolo), een beschrijving van de grammatica (Gramatiko), een verzameling oefeningen (Ekzercaro) en een universeel woordenboek" (Universala Vortaro). Met uitzondering van het voorwoord komt bijna alles in dit boek rechtstreeks uit de eerdere werken van Zamenhof.
De "officiële toevoegingen" (Oficialaj Aldonoj) worden als gelijkwaardig aan het Fundamento beschouwd. Het voorwoord van het Fundamento vertelt:
"Nur iam poste, kiam la granda parto de la novaj vortoj estos jam tute matura, ia aŭtoritata institucio enkondukos ilin en la vortaron oficialan, kiel 'Aldonojn al la Fundamento'".
"Over enige tijd, als het grote deel van de nieuwe woorden volwassen zijn, zal een gezaghebbende autoriteit ze in een officieel woordenboek uitgeven, als 'toevoegingen aan het Fundamento ".
De grammatica en het woordenboek uit het Fundamento zijn beschikbaar in vijf nationale talen: Frans, Engels, Duits, Russisch en Pools.